# Wilfried Barner

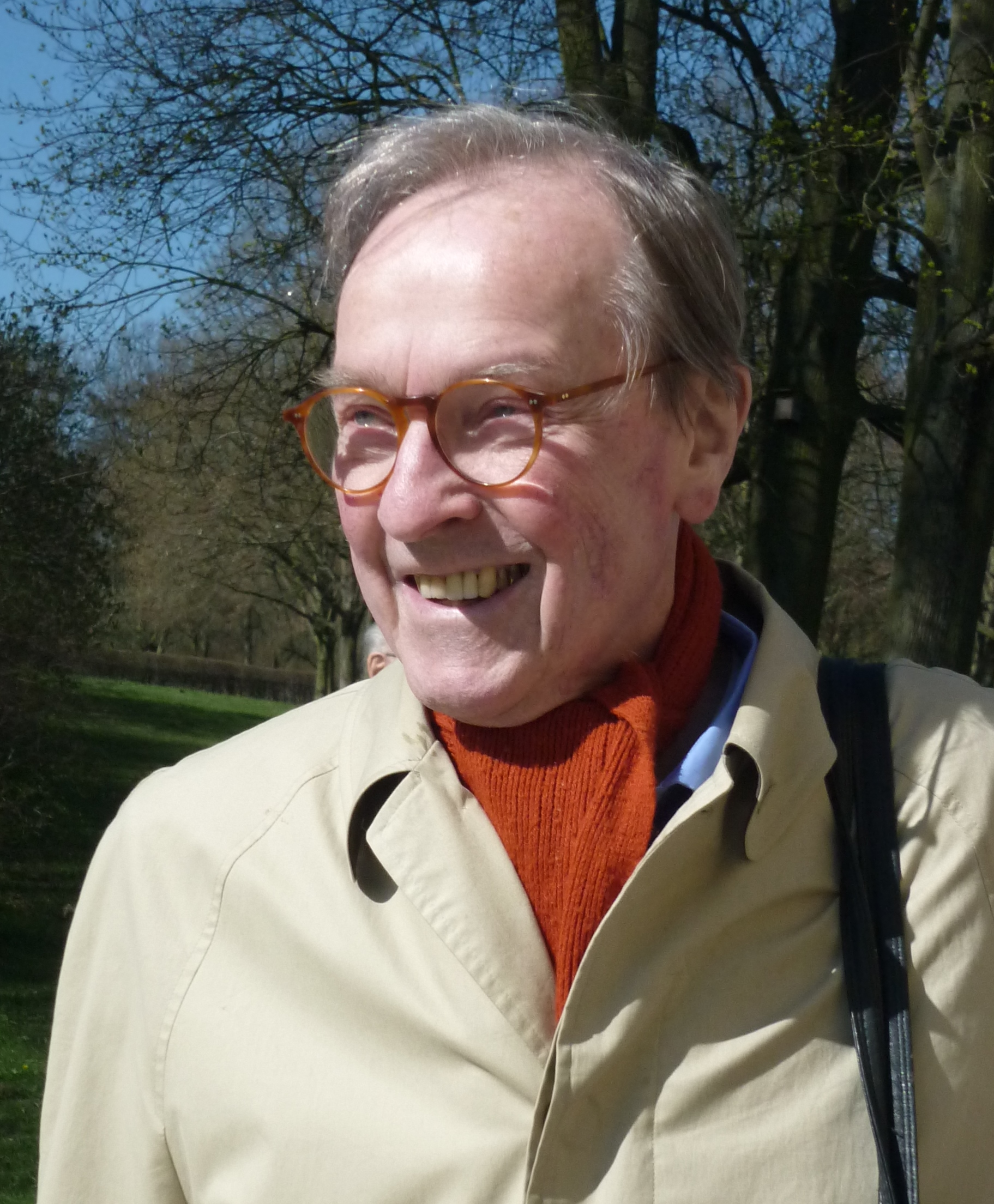
Wilfried Barner im April 2010

Wilfried Barner (* 3. Juni 1937 in Kleve; † 22. November 2014 in Göttingen) war ein deutscher Literaturwissenschaftler (Germanist) und bedeutender Lessing-Experte.

## Leben
Wilfried Barner wurde am 3. Juni 1937 in Kleve am Niederrhein als Sohn eines Gymnasiallehrers und einer Jugendfürsorgerin geboren. 1957 legte er am humanistischen Wilhelm-Dörpfeld-Gymnasium in Wuppertal-Elberfeld die Reifeprüfung ab und studierte danach von 1957 bis 1963 griechische, lateinische und deutsche Philologie an den Universitäten Göttingen und Tübingen. Dort wurde er 1963 mit einer Arbeit über neuere Alkaios-Papyri aus Oxyrhynchos promoviert. Die Gutachter Walter Jens, Ernst Zinn, Hildebrecht Hommel und Wolfgang Schadewaldt gaben der Dissertation das Prädikat summa cum laude. 1968/1969 habilitierte sich Barner, ebenfalls an der Universität Tübingen, über Barockrhetorik. Seine Habilitationsschrift fand große Beachtung; damit habe, so Conrad Wiedemann, „eine neue Zeitrechnung der Barockforschung“ begonnen. 1970 wurde er als Nachfolger von Friedrich Beißner Ordinarius für Neuere deutsche Literatur in Tübingen und wechselte 1992 an die Universität Göttingen, wo er den Lehrstuhl von Albrecht Schöne übernahm. Diesen hatte er bis zu seiner Emeritierung 2002 inne. Wilfried Barner starb in der Nacht vom 21. auf den 22. November 2014 in Göttingen.
Gastprofessuren führten ihn an die Universitäten von Cincinnati, Jerusalem und Melbourne sowie an die Princeton University und die Cornell University (Ithaca, New York).
Seine Arbeitsschwerpunkte waren Humanismus, Barock, Aufklärung (besonders Lessing), Goethezeit, die Literatur nach 1945, Traditionenforschung sowie die Geschichte der Germanistik.
Barner war Hauptherausgeber einer 14-bändigen Ausgabe der Werke von Gotthold Ephraim Lessing (abgeschlossen 2003) und u. a. (Mit-)Herausgeber der Zeitschrift Germanistik (seit 1987), des Jahrbuchs der Deutschen Schillergesellschaft (seit 1988) und der Arbeitsbücher zur Literaturgeschichte (seit 1978). Außerdem hat er die Online-Datenbank Literarisches Leben: Internetdatenbank zur deutschsprachigen Literatur 1945 bis 2000 begründet und von 2000 bis 2003 geleitet.
Barner war Mitglied der Deutschen Akademie für Sprache und Dichtung in Darmstadt (seit 1997) sowie der Akademie der Wissenschaften zu Göttingen und der Königlich Dänischen Akademie der Wissenschaften in Kopenhagen.

## Auszeichnungen
- 1972 Preis der Göttinger Akademie der Wissenschaften
- 1986/87 Forschungsstipendium des Historischen Kollegs
- 1991 Dr. h. c. Université de Strasbourg

## Würdigung
»Wer die Magie des genauen Lesens als Element eines analytischen Prozesses kennenlernen möchte, der mit der Konstruktion des Gegenstands beginnt, muß die Arbeiten bedeutender Philologen studieren: Arbeiten von Erich Auerbach, Ernst Robert Curtius, Richard Alewyn, Albrecht Schöne, Peter Szondi, Wilfried Barner, Hans-Jürgen Schings.« – Peter-André Alt

## Schriften (Auswahl)

### Als Autor
- Neuere Alkaios-Papyri aus Oxyrhynchos (The Oxyrhynchus Papyri, part XXI, 1951). Hildesheim: Olms, 1967. [Dissertation].
- Barockrhetorik. Untersuchungen zu ihren geschichtlichen Grundlagen. Tübingen: Niemeyer, 1970; (2. Aufl. 2002, ISBN 978-3-484-10839-4). [Habilitationsschrift].
- Produktive Rezeption. Lessing und die Tragödien Senecas. München: Beck, 1973. ISBN 3-406-00446-6.
- Literaturwissenschaft – eine Geschichtswissenschaft? (=Schriften des Historischen Kollegs. Vorträge. Bd. 18) München 1990. (Digitalisat).
- Von Rahel Varnhagen bis Friedrich Gundolf. Juden als deutsche Goethe-Verehrer. Göttingen: Wallstein, 1992. ISBN 3-89244-023-9.
- Pioniere, Schulen, Pluralismus. Studien zu Geschichte und Theorie der Literaturwissenschaft. Tübingen: Niemeyer, 1997 [Sammelband früher erschienener Aufsätze]. ISBN 3-484-10754-5.
- Goethe und Lessing. Eine schwierige Konstellation. Göttingen: Wallstein, 2001. ISBN 978-3-89244-408-4.
- »Laut denken mit einem Freunde«. Lessing-Studien. Posthum herausgegeben von Kai Bremer. Göttingen: Wallstein, 2017. ISBN 978-3-8353-1905-9.

### Als Herausgeber
- (mit Gunter E. Grimm, Helmuth Kiesel, Martin Kramer): Lessing. Epoche, Werk, Wirkung. München: Beck, 1975 (6. Aufl. 1998). ISBN 3-406-05804-3.
- Gotthold Ephraim Lessing: Werke und Briefe. Frankfurt am Main: Deutscher Klassiker Verlag, 14 Bände, 1985–2003.
- Tradition, Norm, Innovation. Soziales und literarisches Traditionsverhalten in der Frühzeit der deutschen Aufklärung (= Schriften des Historischen Kollegs. Kolloquien, Bd. 15). München 1989. ISBN 3-486-54771-2 (Digitalisat)
- Literaturkritik – Anspruch und Wirklichkeit. DFG-Symposion 1989. Stuttgart: Metzler, 1990. ISBN 3-406-05804-3
- Ein Text und ein Leser. Weltliteratur für Liebhaber. Göttingen: Wallstein, 1994. ISBN 3-89244-083-2
- Geschichte der deutschen Literatur von 1945 bis zur Gegenwart. München: Beck, 1994 (2., aktualisierte und erweiterte Auflage 2006, ISBN 3-406-54220-4).
- (mit Christoph König): Zeitenwechsel. Germanistische Literaturwissenschaft vor und nach 1945. Frankfurt am Main: Fischer-Taschenbuch-Verlag, 1996. ISBN 3-596-12963-X
- Querlektüren. Weltliteratur zwischen den Disziplinen. Göttingen: Wallstein, 1997. ISBN 3-89244-269-X
- (mit Christoph König): Jüdische Intellektuelle und die Philologien in Deutschland: 1871–1933. Göttingen: Wallstein, 2001. ISBN 3-89244-457-9
- (mit Anke Detken und Jörg Wesche): Texte zur modernen Mythentheorie. Stuttgart: Reclam, 2003. ISBN 3-15-017642-5
- Gotthold Ephraim Lessing: Laokoon. Briefe, antiquarischen Inhalts. Frankfurt am Main: Deutscher Klassiker Verlag, 2007. ISBN 978-3-618-68022-2
- mit anderen: Germanistik. Internationales Referatenorgan mit bibliographischen Hinweisen. Niemeyer.

Festschrift
- Georg Braungart (Hrsg.): Neue Lessing-Lektüre. Dokumentation eines Symposions in Wolfenbüttel, 6. und 7. Juni 1997, aus Anlaß des 60. Geburtstages von Wilfried Barner. Wallstein, Göttingen 1999, ISBN 3-89244-325-4.